# Мазур, Юлий Маркович
Юлий Маркович Мазур (15 июля 1937, Рухлово, Дальневосточный край — 30 ноября 2000, Одесса) — советский и украинский журналист и государственный деятель, главный редактор одесской газеты «Юг», депутат Верховной Рады Украины I созыва (1990—1994).

## Биография
Родился 15 июля 1937 года в городе Сковородино (ныне Амурской области) в семье военнослужащего.
В 1954 году поступил на филологический факультет Одесского государственного университета имени И. И. Мечникова, который окончил в 1959 году, получив специальность филолога.
С 1959 года работал учителем Барскоонской средней школы Джети-Огузского района Киргизской ССР. Впоследствии перешел на журналистскую работу как литературный сотрудник Джети-Огузской районной газеты «На ленинском посту».
С 1960 года работал рабочим строительно-монтажного управления № 289 «Ангарстрой».
В 1961 году стал помощником директора по политической части Хабаровской торгово-кулинарной школы.
Затем снова вернулся к журналистике: с 1962 года — литературный сотрудник армейской газеты «Боевой курс», корреспондент Хабаровского краевого комитета по радиовещанию и телевидению, а с 1964 года — литературный сотрудник областной газеты «Знамя коммунизма».
В 1967 году вернулся в Одессу, где работал литературным сотрудником, впоследствии заведующим отделом, затем заместителем редактора и в конце главным редактором областной газеты «Комсомольская Искра».
С 1975 года перешёл на работу в Одесский обком КПУ на должность консультанта-методиста Дома политпросвещения, затем был инструктором отдела, заместителем заведующего отделом пропаганды и агитации Одесского ОК КПУ.
С 1982 года работал редактором Одесской областной газеты «Знамя коммунизма». В 1991 году был инициатором переименования газеты, которая стала называться «Юг».
В 1990 году был выдвинут кандидатом в Народные депутаты Украины трудовым коллективом производственного объединения криогенно-кислородного и газорежущего машиностроения (НПО Кислородмаш).
18 марта 1990 года был избран депутатом Верховной Рады Украины I созыва от Ильичёвского избирательного округа № 295. Входил в состав оппозиционной «Народной рады», фракция «Демократический возрождения Украины». Был членом Комиссии Верховной Рады Украины по вопросам гласности и СМИ. 24 августа 1991 года проголосовал за провозглашение независимости Украины.
С 1994 года, по окончании депутатского мандата, работал главным редактором газеты «Юг».
30 ноября 2000 года был найден мёртвым неподалеку от своего дома в Одессе. По заключению врачей, скончался от отравления неизвестным веществом.